# Latisha Chan
Latisha Chan, coneguda anteriorment pel seu nom xinès Chan Yung-jan (Dongshi, 17 d'agost de 1989) és una tennista professional taiwanesa. La seva germana petita Chan Hao-ching també és tennista professional i formen parella habitualment.
En el seu palmarès hi ha 33 títols de dobles femenins, entre els quals destaca el US Open 2017 junt a Martina Hingis, i també fou finalista de Grand Slam en tres ocasions més. En dobles mixts destaquen tres títols de Grand Slam, tots amb Ivan Dodig com a parella. Aquests èxits li van permetre ocupar el número 1 del rànquing mundial de dobles femenins durant 34 setmanes. En categoria individual no va aconseguir disputar cap final i va arribar al 50è lloc del rànquing individual.

## Biografia
Filla de Liu Hsieh-Chen i Chan Yuan-Liang, té una germana més petita, Chan Hao-ching, que també és tennista professional.
El seu pare va començar a entrenar-la com a tennista quan tenia sis anys.
Va començar a estudiar un doctorat de direcció esportiva internacional i innovació a la National Taiwan Sport University.

## Torneigs de Grand Slam

### Dobles femenins: 4 (1−3)
| Resultat   | Núm. | Any  | Torneig              | Parella          | Oponents                             | Marcador         |
| ---------- | ---- | ---- | -------------------- | ---------------- | ------------------------------------ | ---------------- |
| Finalista  | 1.   | 2007 | Open d'Austràlia     | Chuang Chia-jung | Cara Black Liezel Huber              | 4−6, 7−6(4), 1−6 |
| Finalista  | 2.   | 2007 | US Open              | Chuang Chia-jung | Nathalie Dechy Dinara Safina         | 4−6, 2−6         |
| Finalista  | 3.   | 2015 | Open d'Austràlia (2) | Zheng Jie        | Bethanie Mattek-Sands Lucie Šafářová | 4−6, 6−7(5)      |
| Guanyadora | 1.   | 2017 | US Open              | Martina Hingis   | Lucie Hradecká Kateřina Siniaková    | 6−3, 6−2         |

### Dobles mixts: 4 (3−1)
| Resultat   | Núm. | Any  | Torneig           | Parella     | Oponents                          | Marcador            |
| ---------- | ---- | ---- | ----------------- | ----------- | --------------------------------- | ------------------- |
| Finalista  | 1.   | 2011 | Open d'Austràlia  | Paul Hanley | Katarina Srebotnik Daniel Nestor  | 3−6, 6−3, [7−10]    |
| Guanyadora | 1.   | 2018 | Roland Garros     | Ivan Dodig  | Gabriela Dabrowski Mate Pavić     | 6−1, 6−7(5), [10−8] |
| Guanyadora | 2.   | 2019 | Roland Garros (2) | Ivan Dodig  | Gabriela Dabrowski Mate Pavić     | 6−1, 7−7(5)         |
| Guanyadora | 3.   | 2019 | Wimbledon         | Ivan Dodig  | Jeļena Ostapenko Robert Lindstedt | 6−2, 6−3            |

## Palmarès

### Individual: 1 (0−1)
| Llegenda                     |
| ---------------------------- |
| Grand Slam (0−0)             |
| WTA Tour Championships (0−0) |
| Tier I (0−0)                 |
| Tier II (0−0)                |
| Tier III (0−1)               |
| Tier IV (0−0)                |
| Tier V (0−0)                 |

| Títols per superfície |
| --------------------- |
| Dura (0−1)            |
| Gespa (0−0)           |
| Terra batuda (0−0)    |

| Resultat  | Núm. | Data                 | Torneig            | Superfície | Oponent         | Marcador |
| --------- | ---- | -------------------- | ------------------ | ---------- | --------------- | -------- |
| Finalista | 1.   | 14 d'octubre de 2007 | Bangkok, Tailàndia | Dura       | Flavia Pennetta | 1−6, 3−6 |

### Dobles femenins: 59 (33−26)
| Abans de 2009                             | 2009 − 2020             | Després de 2021 |
| ----------------------------------------- | ----------------------- | --------------- |
| Grand Slam (1−3)                          |                         |                 |
| WTA Tour Championships / WTA Finals (0−0) |                         |                 |
| Tier I (1−1)                              | Premier Mandatory (3−1) | WTA 1000 (0−1)  |
| Tier II (1−2)                             | Premier 5 (5−1)         | WTA 1000 (0−1)  |
| Tier III (3−3)                            | Premier (6−8)           | WTA 500 (0−1)   |
| Tier IV / V (2−1)                         | International (11−4)    | WTA 250 (0−0)   |

| Títols per superfície |
| --------------------- |
| Dura (24−20)          |
| Gespa (6−2)           |
| Terra batuda (3−4)    |

| Resultat   | Núm. | Data                   | Torneig                         | Superfície   | Parella                   | Oponents                                | Marcador               |
| ---------- | ---- | ---------------------- | ------------------------------- | ------------ | ------------------------- | --------------------------------------- | ---------------------- |
| Guanyadora | 1.   | 2 d'octubre de 2005    | Seül, Corea del Sud             | Dura         | Chuang Chia-jung          | Jill Craybas Natalie Grandin            | 6−2, 6−4               |
| Finalista  | 1.   | 9 d'octubre de 2006    | Tòquio, Japó                    | Dura         | Chuang Chia-jung          | Vania King J. Kostanić Tosic            | 6−7(2), 7−5, 2−6       |
| Finalista  | 2.   | 28 de gener de 2007    | Open d'Austràlia, Austràlia     | Dura         | Chuang Chia-jung          | Cara Black Liezel Huber                 | 4−6, 7−6(4), 1−6       |
| Finalista  | 3.   | 11 de febrer de 2007   | Pattaya, Tailàndia              | Dura         | Chuang Chia-jung          | Nicole Pratt Mara Santangelo            | 4−6, 6−7(4)            |
| Guanyadora | 2.   | 18 de febrer de 2007   | Bangalore, Índia                | Dura         | Chuang Chia-jung          | Hsieh Su-wei Alla Kudryavtseva          | 6−7(4), 6−2, [11−9]    |
| Finalista  | 4.   | 18 de març de 2007     | Indian Wells, Estats Units      | Dura         | Chuang Chia-jung          | Lisa Raymond Samantha Stosur            | 3−6, 5−7               |
| Finalista  | 5.   | 27 de maig de 2007     | Istanbul, Turquia               | Terra batuda | Sania Mirza               | A. Radwańska Urszula Radwańska          | 1−6, 3−6               |
| Guanyadora | 3.   | 17 de juny de 2007     | Birmingham, Regne Unit          | Gespa        | Chuang Chia-jung          | Sun Tiantian Meilen Tu                  | 7−6(3), 6−3            |
| Guanyadora | 4.   | 24 de juny de 2007     | 's-Hertogenbosch, Països Baixos | Gespa        | Chuang Chia-jung          | A. Medina Garrigues V. Ruano Pascual    | 7−5, 6−2               |
| Finalista  | 6.   | 9 de setembre de 2007  | US Open, Estats Units           | Dura         | Chuang Chia-jung          | Nathalie Dechy Dinara Safina            | 4−6, 2−6               |
| Finalista  | 7.   | 7 d'octubre de 2007    | Stuttgart, Alemanya             | Dura         | Dinara Safina             | Květa Peschke Rennae Stubbs             | 7−6(5), 6−7(4), [2−10] |
| Guanyadora | 5.   | 10 de febrer de 2008   | Pattaya                         | Dura         | Chuang Chia-jung          | Hsieh Su-wei Vania King                 | 6−4, 6−3               |
| Finalista  | 8.   | 9 de març de 2008      | Bangalore                       | Dura         | Chuang Chia-jung          | Peng Shuai Sun Tiantian                 | 4−6, 7−5, [8−10]       |
| Guanyadora | 6.   | 18 de maig de 2008     | Roma, Itàlia                    | Terra batuda | Chuang Chia-jung          | Iveta Benešová Janette Husárová         | 7−6(5), 6−3            |
| Finalista  | 9.   | 25 de maig de 2008     | Estrasburg, França              | Terra batuda | Chuang Chia-jung          | Yan Zi Tatiana Perebiynis               | 4−6, 7−6(3), [6−10]    |
| Guanyadora | 7.   | 27 de juliol de 2008   | Los Angeles, Estats Units       | Dura         | Chuang Chia-jung          | Eva Hrdinová Vladimíra Uhlířová         | 2−6, 7−5, [10−4]       |
| Finalista  | 10.  | 2 d'agost de 2009      | Stanford, Estats Units          | Dura         | Monica Niculescu          | Serena Williams Venus Williams          | 4−6, 1−6               |
| Guanyadora | 8.   | 27 de setembre de 2009 | Seül (2)                        | Dura         | Abigail Spears            | Carly Gullickson Nicole Kriz            | 6−3, 6−4               |
| Finalista  | 11.  | 17 de gener de 2010    | Hobart, Austràlia               | Dura         | Monica Niculescu          | Chuang Chia-jung Květa Peschke          | 6−3, 3−6, [7−10]       |
| Guanyadora | 9.   | 28 de febrer de 2010   | Kuala Lumpur, Malàisia          | Dura         | Zheng Jie                 | Anastassia Rodiónova Arina Rodiónova    | 6−7(4), 6−2, [10−7]    |
| Finalista  | 12.  | 1 d'agost de 2010      | Stanford (2)                    | Dura         | Zheng Jie                 | Lindsay Davenport Liezel Huber          | 5−7, 7−6(6), [8−10]    |
| Finalista  | 13.  | 12 de febrer de 2012   | Pattaya (2)                     | Dura         | Chan Hao-ching            | Sania Mirza Anastassia Rodiónova        | 6−3, 1−6, [8−10]       |
| Guanyadora | 10.  | 6 de gener de 2013     | Shenzhen, Xina                  | Dura         | Chan Hao-ching            | Irina Buryachok Valeria Solovieva       | 6−0, 7−5               |
| Finalista  | 14.  | 6 d'abril de 2014      | Charleston, Estats Units        | Terra batuda | Chan Hao-ching            | A. Medina Garrigues Iaroslava Xvédova   | 6−7(4), 2−6            |
| Finalista  | 15.  | 20 d'abril de 2014     | Kuala Lumpur                    | Dura         | Zheng Saisai              | Tímea Babos Chan Hao-ching              | 3−6, 4−6               |
| Guanyadora | 11.  | 22 de juny de 2014     | Eastbourne, Regne Unit          | Gespa        | Chan Hao-ching            | Martina Hingis Flavia Pennetta          | 6−3, 5−7, [10−7]       |
| Finalista  | 16.  | 31 de gener de 2015    | Open d'Austràlia (2)            | Dura         | Zheng Jie                 | B. Mattek-Sands Lucie Šafářová          | 4−6, 6−7(5)            |
| Guanyadora | 12.  | 15 de febrer de 2015   | Kuala Lumpur (2)                | Dura         | Chan Hao-ching            | Shuko Aoyama Tamarine Tanasugarn        | 2−6, 6−4, [10−3]       |
| Finalista  | 17.  | 27 de juny de 2015     | Eastbourne                      | Gespa        | Zheng Jie                 | Caroline Garcia Katarina Srebotnik      | 6−7(5), 2−6            |
| Guanyadora | 13.  | 23 d'agost de 2015     | Cincinnati, Estats Units        | Dura         | Chan Hao-ching            | Casey Dellacqua Iaroslava Xvédova       | 7−5, 6−4               |
| Guanyadora | 14.  | 20 de setembre de 2015 | Tòquio                          | Dura         | Chan Hao-ching            | Kurumi Nara Misaki Doi                  | 6−1, 6−2               |
| Finalista  | 18.  | 27 de setembre de 2015 | Tòquio                          | Dura         | Chan Hao-ching            | Garbiñe Muguruza Carla Suárez Navarro   | 5−7, 1−6               |
| Finalista  | 19.  | 9 d'octubre de 2015    | Pequín, Xina                    | Dura         | Chan Hao-ching            | Martina Hingis Sania Mirza              | 7−6(9), 1−6, [8−10]    |
| Guanyadora | 15.  | 14 de febrer de 2016   | Kaohsiung, República de la Xina | Dura         | Chan Hao-ching            | Eri Hozumi Miyu Kato                    | 6−4, 6−3               |
| Guanyadora | 16.  | 27 de febrer de 2016   | Doha, Qatar                     | Dura         | Chan Hao-ching            | Sara Errani Carla Suárez Navarro        | 6−3, 6−3               |
| Finalista  | 20.  | 17 de juny de 2016     | Eastbourne (2)                  | Gespa        | Chan Hao-ching            | Darija Jurak Anastassia Rodiónova       | 7−5, 6−7(4), [6−10]    |
| Guanyadora | 17.  | 16 d'octubre de 2016   | Hong Kong, Hong Kong            | Dura         | Chan Hao-ching            | Naomi Broady Heather Watson             | 6−3, 6−1               |
| Guanyadora | 18.  | 30 de febrer de 2017   | Taipei (2)                      | Dura         | Chan Hao-ching            | Lucie Hradecká Kateřina Siniaková       | 6−4, 6−2               |
| Guanyadora | 19.  | 21 de març de 2017     | Indian Wells                    | Dura         | Martina Hingis            | Lucie Hradecká Kateřina Siniaková       | 7−6(4), 6−2            |
| Guanyadora | 20.  | 12 de maig de 2017     | Madrid, Espanya                 | Terra batuda | Martina Hingis            | Tímea Babos Andrea Hlaváčková           | 6−4, 6−3               |
| Guanyadora | 21.  | 21 de maig de 2017     | Roma (2)                        | Terra batuda | Martina Hingis            | Iekaterina Makàrova Ielena Vesninà      | 7−5, 7−6(4)            |
| Finalista  | 21.  | 27 de maig de 2017     | Estrasburg (2)                  | Terra batuda | Chan Hao-ching            | Ashleigh Barty Casey Dellacqua          | 4−6, 2−6               |
| Guanyadora | 22.  | 25 de juny de 2017     | Mallorca, Espanya               | Gespa        | Martina Hingis            | Jelena Janković Anastasija Sevastova    | Renúncia               |
| Guanyadora | 23.  | 1 de juliol de 2017    | Eastbourne (2)                  | Gespa        | Martina Hingis            | Ashleigh Barty Casey Dellacqua          | 6−3, 7−5               |
| Guanyadora | 24.  | 20 d'agost de 2017     | Cincinnati (2)                  | Dura         | Martina Hingis            | Hsieh Su-wei Monica Niculescu           | 4−6, 6−4, [10−7]       |
| Guanyadora | 25.  | 13 de setembre de 2017 | US Open                         | Dura         | Martina Hingis            | Lucie Hradecká Kateřina Siniaková       | 6−3, 6−2               |
| Guanyadora | 26.  | 30 de setembre de 2017 | Wuhan, Xina                     | Dura         | Martina Hingis            | Shuko Aoyama Yang Zhaoxuan              | 7−6(5), 3−6, [10−4]    |
| Guanyadora | 27.  | 6 d'octubre de 2017    | Pequín                          | Dura         | Martina Hingis            | Tímea Babos Andrea Hlaváčková           | 6−1, 6−4               |
| Guanyadora | 28.  | 15 d'octubre de 2017   | Hong Kong (2)                   | Dura         | Chan Hao-ching            | Lu Jiajing Wang Qiang                   | 6−1, 6−1               |
| Finalista  | 22.  | 13 de gener de 2018    | Sydney, Austràlia               | Dura         | Andrea Sestini Hlaváčková | Gabriela Dabrowski Xu Yifan             | 3−6, 1−6               |
| Guanyadora | 29.  | 5 d'agost de 2018      | San Jose, Estats Units          | Dura         | Květa Peschke             | Liudmila Kitxenok Nadia Kitxenok        | 6−4, 6−1               |
| Finalista  | 23.  | 12 d'agost de 2018     | Mont-real, Canadà               | Dura         | Iekaterina Makàrova       | Ashleigh Barty Demi Schuurs             | 6−4, 3−6, [8−10]       |
| Finalista  | 24.  | 6 de gener de 2019     | Brisbane, Austràlia             | Dura         | Chan Hao-ching            | Nicole Melichar Květa Peschke           | 1−6, 1−6               |
| Guanyadora | 30.  | 12 de gener de 2019    | Hobart                          | Dura         | Chan Hao-ching            | Kirsten Flipkens Johanna Larsson        | 6−3, 3−6, [10−6]       |
| Guanyadora | 31.  | 16 de febrer de 2019   | Doha (2)                        | Dura         | Chan Hao-ching            | Anna-Lena Grönefeld Demi Schuurs        | 6−1, 3−6, [10−6]       |
| Guanyadora | 32.  | 29 de juny de 2019     | Eastbourne (3)                  | Gespa        | Chan Hao-ching            | Kirsten Flipkens B. Mattek-Sands        | 2−6, 6−3, [10−6]       |
| Guanyadora | 33.  | 22 de setembre de 2019 | Tòquio                          | Dura         | Chan Hao-ching            | Hsieh Su-wei Hsieh Yu-chieh             | 7−5, 7−5               |
| Finalista  | 25.  | 6 de febrer de 2021    | Melbourne, Austràlia            | Dura         | Chan Hao-ching            | Barbora Krejčíková Kateřina Siniaková   | 3−6, 6−7(4)            |
| Finalista  | 26.  | 25 de març de 2023     | Dubai, Emirats Àrabs Units      | Dura         | Chan Hao-ching            | Veronika Kudermétova Liudmila Samsonova | 6−4, 6−7(4), [1−10]    |

#### Períodes com a número 1
| Núm. | Precedida per  | Dates                    | Succeïda per                       | Setmanes | Acumulat |
| ---- | -------------- | ------------------------ | ---------------------------------- | -------- | -------- |
| 1.   | Martina Hingis | 23/10/2017 − 10/06/2018A | Iekaterina Makàrova Ielena Vesninà | 33       | 33       |
| 2.   | Tímea Babos    | 13/08/2018 − 19/08/2018  | Tímea Babos                        | 1        | 34       |

### Dobles mixts: 4 (3−1)
| Resultat   | Núm. | Data                 | Torneig                       | Superfície   | Parella     | Oponents                          | Marcador            |
| ---------- | ---- | -------------------- | ----------------------------- | ------------ | ----------- | --------------------------------- | ------------------- |
| Finalista  | 1.   | 30 de gener de 2011  | Open d'Austràlia, d'Austràlia | Dura         | Paul Hanley | Katarina Srebotnik Daniel Nestor  | 3−6, 6−3, [7−10]    |
| Guanyadora | 1.   | 10 de juny de 2018   | Roland Garros, França         | Terra batuda | Ivan Dodig  | Gabriela Dabrowski Mate Pavić     | 6−1, 6−7(5), [10−8] |
| Guanyadora | 2.   | 9 de juny de 2018    | Roland Garros (2)             | Terra batuda | Ivan Dodig  | Gabriela Dabrowski Mate Pavić     | 6−1, 7−7(5)         |
| Guanyadora | 3.   | 14 de juliol de 2018 | Wimbledon, Regne Unit         | Dura         | Ivan Dodig  | Jeļena Ostapenko Robert Lindstedt | 6−2, 6−3            |

## Trajectòria

### Individual
| Open d'Austràlia | A   | A           | Q2          | 1R          | 1R | 2R          | 1R          | Q3          | A   | 2R          | 1R          | Q1          | 0 / 6 | 2 – 6 |
| Roland Garros | A   | A           | Q1          | 1R          | 1R | A           | 1R          | 3R          | 2R  | A           | A           | Q2          | 0 / 5 | 3 – 5 |
| Wimbledon | A   | A           | 1R          | 1R          | 1R | 1R          | 2R          | Q1          | Q1  | A           | A           | A           | 0 / 5 | 1 – 5 |
| US Open | A   | 1R          | 1R          | 1R          | 2R | Q3          | 3R          | 1R          | Q3  | Q2          | 1R          | Q2          | 0 / 7 | 3 – 7 |
| Jocs Olímpics | A   | No celebrat | No celebrat | No celebrat | 1R | No celebrat | No celebrat | No celebrat | A   | No celebrat | No celebrat | No celebrat | 0 / 1 | 0 – 1 |
| Rànquing a final d'any | 489 | 219         | 96          | 67          | 68 | 94          | 109         | 132         | 106 | 248         | 212         | 406         |       |       |
| Llegenda: G: Guanyadora; F: Finalista; SF: Semifinalista; QF: Quarts de final; Q: Qualificació; A: Absent; RR: Round Robin; |     |             |             |             |    |             |             |             |     |             |             |             |       |       |

### Dobles femenins
| Open d'Austràlia | A           | A           | F           | 3R    | 1R          | 3R          | 3R          | A     | 1R          | 1R          | F           | QF    | 1R          | QF          | QF          | SF          | 1R    | A  | 2R |  | 0 / 15    | 29 – 15   |
| Roland Garros | A           | A           | QF          | QF    | A           | 3R          | 3R          | 3R    | A           | 2R          | 3R          | QF    | SF          | 2R          | 2R          | A           | 3R    | 3R | QF |  | 0 / 14    | 30 – 14   |
| Wimbledon | A           | A           | 3R          | 1R    | 1R          | 1R          | 2R          | 1R    | A           | 1R          | 1R          | 2R    | QF          | 2R          | 3R          | NC          | QF    | 1R | 2R |  | 0 / 15    | 14 – 15   |
| US Open | A           | A           | F           | 1R    | 2R          | SF          | 1R          | 1R    | 1R          | 2R          | QF          | 2R    | G           | 2R          | 2R          | A           | A     | 1R | 2R |  | 1 / 15    | 24 – 14   |
| Jocs Olímpics | No celebrat | No celebrat | No celebrat | 2R    | No celebrat | No celebrat | No celebrat | A     | No celebrat | No celebrat | No celebrat | QF    | No celebrat | No celebrat | No celebrat | No celebrat | 1R    | NC | NC |  | 0 / 3     | 3 – 3     |
| WTA Finals | A           | A           | SF          | A     | A           | A           | A           | A     | A           | A           | SF          | QF    | SF          | A           | RR          | NC          | A     | A  | A  |  | 0 / 5     | 3 – 8     |
| Total Victòries−Derrotes | 4−0         | 2−1         | 45−14       | 35−19 | 12−12       | 34−16       | 14−15       | 10−11 | 8−5         | 25−17       | 39−16       | 33−18 | 64−13       | 24−16       | 40−19       | 5−4         | 16−12 |    |    |  | 353 – 177 | 353 – 177 |
| Rànquing a final d'any | 148         | 119         | 8           | 17    | 52          | 18          | 42          | 72    | 98          | 36          | 7           | 12    | 1           | 21          | 15          | 15          | 32    |    |    |  |           |           |
| Llegenda: G: Guanyadora; F: Finalista; SF: Semifinalista; QF: Quarts de final; Q: Qualificació; A: Absent; RR: Round Robin; |             |             |             |       |             |             |             |       |             |             |             |       |             |             |             |             |       |    |    |  |           |           |

### Dobles mixts
| Torneig | 2007 | 2008 | 2009 | 2010 | 2011 | 2012 | 2013 | 2014 | 2015 | 2016 | 2017 | 2018 | 2019 | 2020 | 2021 | 2022 | 2023 | Títols | V − D   |
| --- | ---- | ---- | ---- | ---- | ---- | ---- | ---- | ---- | ---- | ---- | ---- | ---- | ---- | ---- | ---- | ---- | ---- | ------ | ------- |
| Open d'Austràlia | A    | QF   | A    | A    | F    | A    | A    | A    | 1R   | QF   | 2R   | 2R   | 1R   | QF   | 1R   | A    | 1R   | 0 / 10 | 12 – 10 |
| Roland Garros | 1R   | 1R   | A    | A    | 2R   | A    | A    | A    | QF   | QF   | 1R   | G    | G    | NC   | 1R   | A    | 1R   | 2 / 10 | 15 – 8  |
| Wimbledon | 3R   | 3R   | A    | QF   | SF   | A    | A    | 1R   | 2R   | 3R   | A    | QF   | G    | NC   | 3R   | 2R   | A    | 1 / 11 | 17 – 10 |
| US Open | 2R   | 1R   | A    | QF   | 2R   | A    | 2R   | SF   | SF   | SF   | 2R   | 2R   | SF   | NC   | A    | A    | 1R   | 0 / 11 | 19 – 11 |
| Llegenda: G: Guanyadora; F: Finalista; SF: Semifinalista; QF: Quarts de final; Q: Qualificació; A: Absent; RR: Round Robin; |      |      |      |      |      |      |      |      |      |      |      |      |      |      |      |      |      |        |         |